# Jean-François Montessuy
Pour les articles homonymes, voir Montessuy.
Jean-François Montessuy, né le 7 février 1804 à Lyon et mort dans la même ville le 27 novembre 1876, est un peintre français.

## Biographie
Jean-François Montessuy est élève à l'école des beaux-arts de Lyon, puis est admis à l'École des beaux-arts de Paris dans les ateliers de Pierre Révoil, Jean-Auguste-Dominique Ingres et Louis Hersent. Il se consacre surtout à la peinture religieuse et a été aussi un portraitiste et un peintre de genre.
Il est blessé au cours des événements de la révolution de 1830 et doit supporter une lente convalescence. Malgré sa blessure à la mâchoire, il survit mais reste défiguré à vie. Il s'exprimera par la suite avec difficulté,.
Montessuy expose au Salon en 1834 et y envoie régulièrement ses œuvres de 1844 à 1861. Il reçoit une médaille de 2e classe aux Salons de 1849 et de 1857. En avril 1836, il part pour Rome en Italie et y reste jusqu'en 1860. Il envoie régulièrement des œuvres au salon de Paris et de Lyon où elles furent généralement remarquées pour « la brillance et la gaîté de leurs couleurs »[réf. nécessaire].
Il peint surtout des scènes de la vie quotidienne du popolino romain (« petit peuple » en italien), avec des transpositions[C'est-à-dire ?] et une sensibilité parfois lacrymale, de l'époque romantique et des intérieurs paysans. Il utilise un pinceau fin qui modèle les formes et s'attache à la description minutieuse des costumes ainsi qu'une palette de coloris précieux et variés. 

## Œuvres exposées aux Salons
- 1834 : Fleurs, gouache.
- 1844 : Grégoire XVI visitant l'église de saint Benoît à Subiaco, New York, Metropolitan Museum of Art[4].
- 1845 : Paysans romains visitant l'intérieur de l'église Saint-Benoît à Subiaco (Paris, 1845), musée de Grenoble.
- 1848 : Une fête de villageois à Cervara (Lyon, 1848), huile sur toile, 72 × 107 cm. Acquis par la ville[Laquelle ?] de Mme Montessuy en 1848.
- 1849 : Le Vœu à la Madone dans la chambre d'une pauvre malade à Cerbara (Paris, 1853), musée des Beaux-Arts de Lyon.
- 1853 : La Madone des Grâces à la Cervara.
- 1857 : Une devineresse prédisant la papauté à Sixte-Quint enfant.
- 1861 : Intérieur d'un cloître en Italie ; Une famille en prière (Paris).
- 1877 : Devineresse prédisant la papauté à Sixte-Quint enfant (Paris).
- 1869 : Le Panthéon d'Aggripa (Lyon).
- 1840 : Christ mort 75 × 190 cm, Montauban, musée Ingres.

Œuvres de Jean-François Montessuy
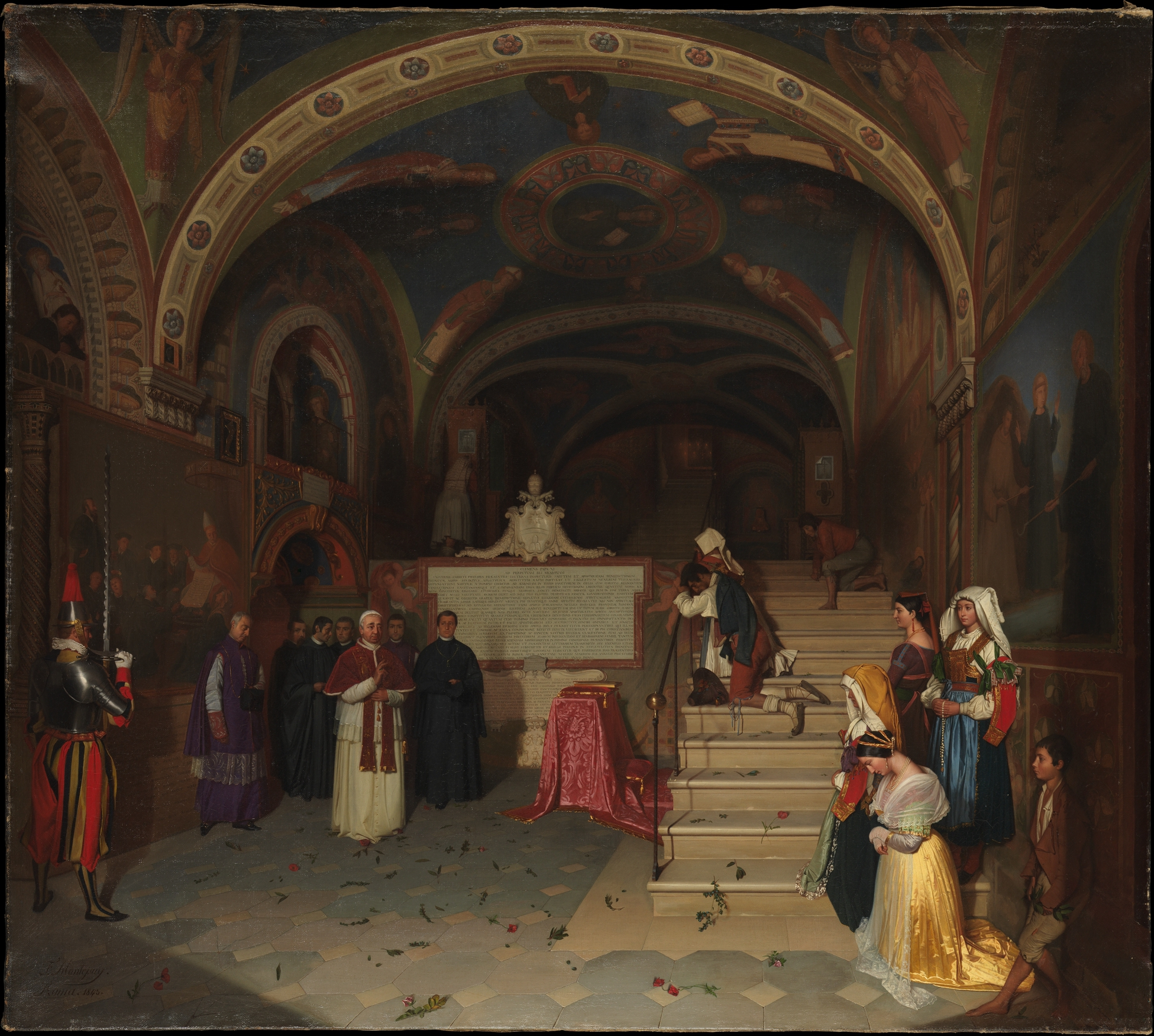
Grégoire XVI visitant l'église de saint Benoît à Subiaco (1844), New York, Metropolitan Museum of Art.
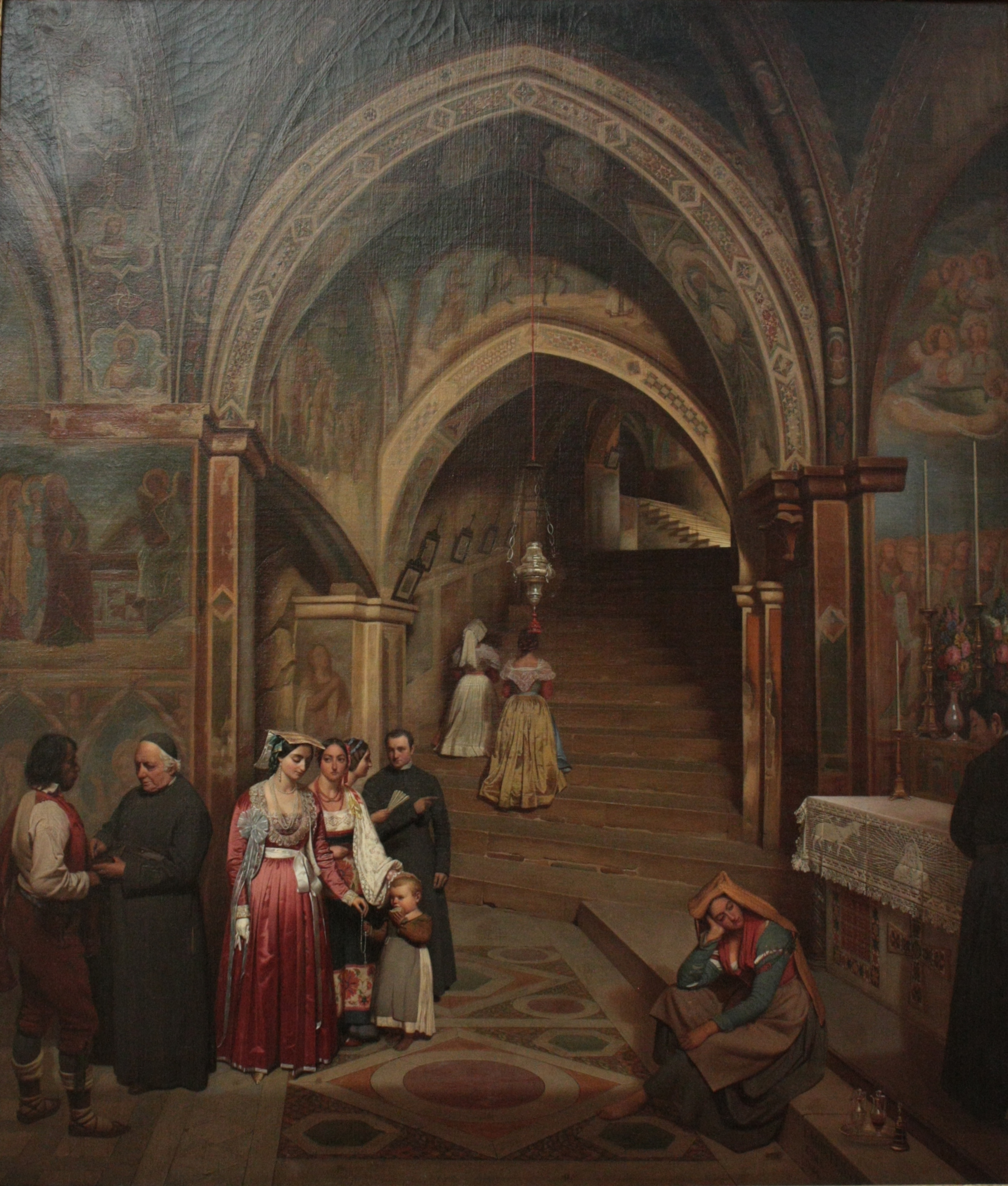
Paysans romains visitant l'église de Subiaco (1845), huile sur toile, musée de Grenoble.